# Entre Ríos (Cochabamba)
Entre Ríos ist eine Kleinstadt im Departamento Cochabamba im südamerikanischen Anden-Staat Bolivien.

## Lage
Entre Ríos ist zentraler Ort des 2004 neu geschaffenen Municipios Entre Ríos in der Provinz Carrasco. Die Stadt liegt auf einer Höhe von 240 m am linken Ufer des Río Ichoa, der dreizehn Kilometer flussabwärts in den Río Ichilo mündet.

## Geographie
Entre Ríos liegt im bolivianischen Tiefland an den nordöstlichen Ausläufern der Cordillera Oriental. Das Klima ist ein feuchtheißes Tropenklima mit einer ausgeprägten Regenzeit.
Die Region weist eine mittlere Jahrestemperatur von 26 °C auf (siehe Klimadiagramm Puerto Grether), die Monatsdurchschnittswerte liegen zwischen 23 °C im Juli und gut 28 °C von November bis Februar. Der durchschnittliche Jahresniederschlag beträgt 1700 mm, mit Monatswerten zwischen 200 und 300 mm von Dezember bis Februar und ausreichend Feuchtigkeit in allen Monaten.

## Verkehrsnetz
Entre Ríos liegt in einer Entfernung von 265 Straßenkilometern östlich von Cochabamba, der Hauptstadt des Departamentos.
Durch Entre Río verläuft die 1657 Kilometer lange Nationalstraße Ruta 4, die von Tambo Quemado an der chilenischen Grenze im Osten quer durch das Land bis Puerto Suárez an der brasilianischen Grenze führt. Von Cochabamba aus erreicht man Entre Ríos über Villa Tunari, Chimoré und Ivirgarzama, die Nationalstraße führt dann weiter nach Warnes und Santa Cruz.

## Bevölkerung
Die Einwohnerzahl der Ortschaft ist in den vergangenen beiden Jahrzehnten auf mehr als das Dreifache angestiegen:
| Jahr | Einwohner | Quelle       |
| ---- | --------- | ------------ |
| 1992 | 1952      | Volkszählung |
| 2001 | 3796      | Volkszählung |
| 2012 | 7347      | Volkszählung |
| 2024 |           | Volkszählung |

Die Region weist einen überwiegenden Anteil an Quechua-Bevölkerung auf, im Municipio Entre Ríos sprechen 76,6 Prozent der Bevölkerung Quechua.